# André du Bois de La Villerabel
Pierre Florent André du Bois de La Villerabel (Saujon, 24 giugno 1864 – Nizza, 3 gennaio 1938) è stato un arcivescovo cattolico francese.

## Biografia
Nacque il 24 giugno 1864.
Fu ordinato sacerdote per la diocesi di Saint-Brieuc il 17 luglio 1887.
Il 1º giugno 1915 venne nominato vescovo di Amiens; il 16 dicembre 1920 venne promosso arcivescovo metropolita di Rouen. Si dimise dal suo incarico il 6 luglio 1936 dopo una furiosa lite con monsignor Bertin, suo vicario generale coinvolto in un caso di frode.
Tra il 1936 ed il 1938 fu arcivescovo titolare di Melitene.
Morì il 3 gennaio 1938 e fu sepolto nella cattedrale di Rouen.

## Genealogia episcopale e successione apostolica
La genealogia episcopale è:
- Cardinale Guillaume d'Estouteville, O.S.B.Clun.
- Papa Sisto IV
- Papa Giulio II
- Cardinale Raffaele Sansone Riario
- Papa Leone X
- Papa Paolo III
- Cardinale Francesco Pisani
- Cardinale Alfonso Gesualdo di Conza
- Papa Clemente VIII
- Cardinale Pietro Aldobrandini
- Cardinale Laudivio Zacchia
- Cardinale Antonio Barberini, O.F.M.Cap.
- Cardinale Nicolò Guidi di Bagno
- Arcivescovo François de Harlay de Champvallon
- Cardinale Louis-Antoine de Noailles
- Vescovo Jean-François Salgues de Valderies de Lescure
- Arcivescovo Louis-Jacques Chapt de Rastignac
- Arcivescovo Christophe de Beaumont du Repaire
- Cardinale César-Guillaume de la Luzerne
- Arcivescovo Gabriel Cortois de Pressigny
- Arcivescovo Hyacinthe-Louis de Quélen
- Vescovo Louis-Charles Féron
- Vescovo Pierre-Alfred Grimardias
- Cardinale Guillaume-Marie-Romain Sourrieu
- Cardinale Léon-Adolphe Amette
- Vescovo Jules-Laurent-Benjamin Morelle
- Arcivescovo Pierre-Florent-André du Bois de la Villerabel

La successione apostolica è:
- Arcivescovo Florent du Bois de La Villerabel  (1920)